# Bezskrzydlak

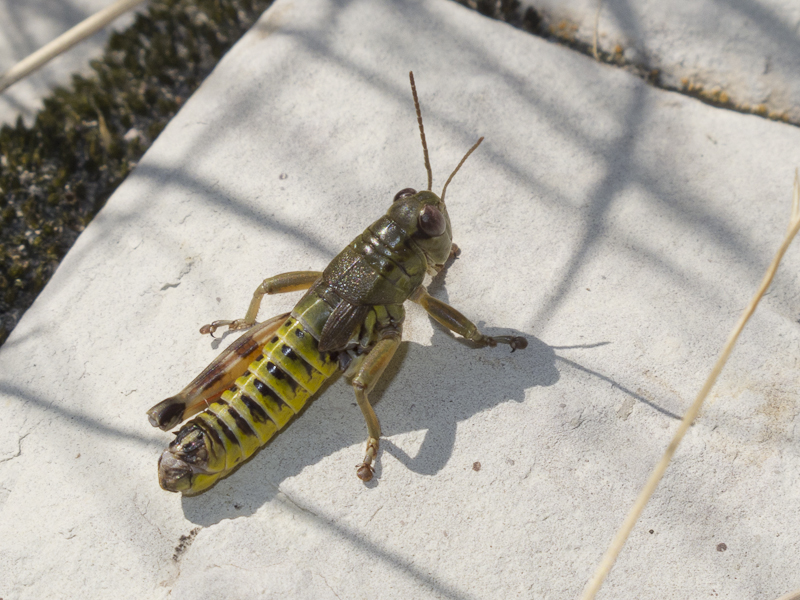
Podisma silvestrii

Bezskrzydlak (Podisma) – rodzaj owadów prostoskrzydłych z rodziny szarańczowatych.
Przedplecze tych owadów charakteryzuje się prozoną do półtora raza dłuższą od metazony, obecnością trzech wyraźnych bruzd poprzecznych, brakiem listewek bocznych, wyraźną listewką środkową oraz brakiem wcięcia na tylnym brzegu. Zazwyczaj pokrywy są krótkie, a tylne skrzydła szczątkowe lub całkiem zanikłe, ale występują również formy długoskrzydłe. Odwłok samca ma dwupłatowy, wcięty ostatni tergit. Samicę wyróżnia pokładełko z zębem u nasady płatów dolnych i brakiem zębów na wierzchołkach płatów.
Przedstawiciele występują w krainie palearktycznej od zachodniej Europy po Japonię oraz w północno-zachodnich Stanach Zjednoczonych. W Polsce rodzaj reprezentowany jest przez bezskrzydlaka pieszego.
Takson ten wprowadzony został w 1827 roku przez Arnolda Adolfa Bertholda. Należy tu 19 opisanych gatunków:
- Podisma aberrans Ikonnikov, 1911
- Podisma amedegnatoae Fontana & Pozzebon, 2007
- Podisma cantabricae Morales-Agacino, 1950
- Podisma carpetana Bolívar, 1898
- Podisma dechambrei Leproux, 1951
- Podisma eitschbergeri Harz, 1973
- Podisma emiliae Ramme, 1926
- Podisma goidanichi (Baccetti, 1959)
- Podisma hesperus (Hebard, 1936)
- Podisma kanoi Storozhenko, 1994
- Podisma magdalenae Galvagni, 1971
- Podisma miramae Savenko, 1941
- Podisma pedestris (Linnaeus, 1758) – bezskrzydlak pieszy
- Podisma ruffoi Baccetti, 1971
- Podisma sapporensis Shiraki, 1910
- Podisma satunini Uvarov, 1916
- Podisma silvestrii Salfi, 1935
- Podisma teberdina Ramme, 1951
- Podisma uvarovi Ramme, 1926